# NGC 2503
NGC 2503 é uma galáxia espiral barrada (SBbc) localizada na direcção da constelação de Cancer. Possui uma declinação de +22° 24' 00" e uma ascensão recta de 8 horas, 00 minutos e 36,8 segundos.
A galáxia NGC 2503 foi descoberta em 17 de Fevereiro de 1865 por Albert Marth.